# تی. پی. مک‌کنا
تی. پی. مک‌کنا (انگلیسی: T. P. McKenna؛ ‏ ۷ سپتامبر ۱۹۲۹ – ۱۳ فوریهٔ ۲۰۱۱) بازیگر اهل ایرلند بود. وی بین سال‌های ۱۹۵۳ تا ۲۰۰۹ میلادی فعالیت می‌کرد.
از فیلم‌ها یا برنامه‌های تلویزیونی که وی در آن نقش داشته‌است، می‌توان به سرخ و سیاه، جک قاتل، افسارگسیخته، اولیس، یک‌هزار روز از آن، سگ‌های پوشالی، ناپلئون و عشق، والمونت، دادگاه جزا، محاصره خیابان سیدنی، جزیره پاسکالی و پرتره‌ای از مرد هنرمند در جوانی اشاره کرد.